# Presidenti del Consiglio regionale della Normandia
Il presidente del Consiglio regionale della Normandia (in francese Président du conseil régional de Normandie) è il capo del governo della regione francese della Normandia e il capo del suo Consiglio regionale. 
Prima dell'entrata in vigore della Legge sulla nuova organizzazione territoriale della Repubblica dal 1974 al 2015 le sue funzioni erano esercitate da due presidenti, uno per la Bassa Normandia e uno per l'Alta Normandia.

## Elenco
| Mandato                    | Presidente | Presidente  | Partito | Partito |
| -------------------------- | ---------- | ----------- | ------- | ------- |
| 4 gennaio 2016 – in carica |            | Hervé Morin |         | UDI/LC  |